# 2007 au Manitoba
Chronologie du Manitoba
- 2003
- 2004
- 2005
- 2006
- 2007
- 2008
- 2009
- 2010
- 2011

Cette page concerne des événements d'actualité qui se sont produits durant l'année 2007 au Manitoba, une province canadienne.

## Politique
- Premier ministre : Gary Doer
- Chef de l'Opposition :
- Lieutenant-gouverneur : John Harvard
- Législature :

## Événements
- 22 mai : élection générale au Manitoba - le Nouveau Parti démocratique conserve sa troisième majorité à l'Assemblée législative ; le Parti progressiste-conservateur forme l'opposition officielle.

## Décès
- 21 juin : Peter M. Liba (en), lieutenant-gouverneur .

- 23 août : William John McKeag, lieutenant-gouverneur.

- 12 décembre : Albert Vielfaure, né le 6 avril 1923 à La Broquerie et mort dans la même ville, est un homme politique du Manitoba au Canada. Il était membre du Parti libéral du Manitoba et siégea à l'Assemblée législative du Manitoba de 1962 à 1969. Albert Vielfaure était un franco-manitobain qui contribua activement à la vitalité économique et culturelle des communautés francophones du Manitoba.